# NGC 6847
NGC 6847 ist ein Asterismus im Sternbild Cygnus. Er wurde am 17. Juli 1784 von Wilhelm Herschel entdeckt.